# 東トルキスタンイスラム運動
東トルキスタン・イスラム運動（ひがしトルキスタン・イスラムうんどう、英語:Eastern Turkistan Islamic Movement、略称ETIM、ウイグル語:تۈركىستان ئىسلام پارتىيىسى）は、中華人民共和国からの東トルキスタン（新疆ウイグル自治区）の分離独立を主張するイスラーム過激派組織である。

## 概要
1997年にアブドゥカディル・ヤプチャンとともにハッサン・マフスームが創設した政党「トルキスタン・イスラム党」（TIP）が中国に母体とされる。この主張がアメリカに否定されている。TIPは2008年5月21日にイスラム主義者のフォーラムである「Al-Ikhlas」で、党報道部発行として党の綱領を掲載した。それによると、「党はアッラーのためジハードを推進する集団であり、異教徒共産主義中国共産党から、ムスリム東トルキスタンを解放することを目的とする。イスラム世界全てのムスリムムジャヒデンと協力し、イスラムカリフを回復し全世界にシャリーアを施行する」とされている。
綱領の中の行動目標や行動指針には、ジハード敢行の為のムスリムトルキスタン人青年への訓練実施や、ジハードの対象として軍人、役人、政治家、経済人の如何を問わない、東トルキスタンでは中国人移住者こそが非合法である、と定めている。同じイスラム教を信仰する回族のイフワーン派（ムスリム同胞団と同じ名前だが、別の集団）に対しても中国政府に従順であるとして敵対している。
2002年9月11日、国際連合によって「テロ組織」と認定された。中国政府は2003年12月にTIPをETIMとしてテロ組織に指定した。欧州連合、キルギス、カザフスタン、ロシア、アラブ首長国連邦、イギリス、アメリカ合衆国（2020年に指定解除）、パキスタンなどもテロ組織に指定した。

## 近年の動向
2003年10月2日、ハッサン・マフスームがパキスタン領内のアフガニスタン国境近くでアルカーイダ掃討作戦中のパキスタン軍によって殺害された。
2005年7月、トルコでの集会で北京オリンピックと上海国際博覧会の阻止を表明。同年9月、天山獅子隊が戦闘宣言を発する。
2007年1月5日、中国公安当局がETIMの訓練キャンプを攻撃。18名を殺害し17名を拘束と発表（同月8日）。
2008年7月21日に雲南省昆明市内で複数のバスを爆破し、乗客2人が死亡した「テロ事件」（昆明バス爆破事件）の実行犯であるTIPと名乗る組織はETIMと同一の組織であると見られており、日本の外務省もETIMの別名であるとしている。
2011年7月30日から31日にかけてカシュガル市で発生した連続殺傷事件（2011年カシュガル連続殺傷事件）について、中国治安当局は犯人グループをETIMのキャンプで訓練を受けたイスラム教過激派集団であると断定しており、同年8月末頃にTIPを名乗る組織も自ら犯行声明を出している。
2012年8月24日、指導者のアブドゥッシャクール・アッ＝トゥルキスターニーがCIAの無人機にパキスタンで殺害された。
2013年10月28日に天安門前に自動車が侵入し、群集を巻き込んだ後炎上して、男性観光客1人を含む5人が死亡、日本人を含む38人が重軽傷を負う事件が発生した。中国当局は車内で死亡した3人のほか容疑者のウイグル族5人を拘束した。中国当局は、ETIMがこの事件を「聖戦」と評価し、今後も新たな標的として、人民大会堂を含む中国国内の複数の地点で襲撃活動を行うとする声明を出した事や、過去の類似の事件への同組織の関与から、この事件がETIMの指示があったと判断し、摘発を強化すると発表した。
2014年1月、グアンタナモ統合タスクフォース（JTF-GTMO）がETIMに訓練されていたと主張してグアンタナモ湾収容キャンプに収容されてきた22人のウイグル人の最後の1人が「敵性戦闘員」指定を解除され、スロバキアに移送された。
2014年7月に中国最大の清真寺（モスク）であるエイティガール寺院で起きたイマームのジュメ・タヒール師殺害事件を支持した。
2014年12月、環球時報はETIMに加盟しているイスラム過激思想を持つ中国出身のウイグル人約300人が、過激派組織ISILに参加していると報じた。ETIMはシリア内戦に反政府勢力として参加し、シャーム解放機構などと共闘しているとされる。
2017年1月1日、ETIMシリア支部の司令官であるアブ・オマール・アル＝トゥルキスターニーが米軍の無人機によってシリアのイドリブで殺害されたことを環球時報は歓迎した。同年1月12日にはその後継者のアブ・リダ・アル＝トゥルキスターニーもイドリブでロシア軍の空爆によって殺害された。
2020年10月6日、米国は2004年当時のジョージ・W・ブッシュ政権が行ったETIMのテロ組織指定を解除した。マイク・ポンペオ国務長官は「ETIMが存続している確証がない」と述べ、「約10年来活動が不明な組織の存在を理由として中国共産党が新疆での弾圧を正当化している」として解除した。